# Drentse 8 van Westerveld 2018
La 12e édition du Drentse 8 van Westerveld a lieu le 9 mars 2018. La course fait partie du calendrier international féminin UCI 2018 en catégorie 1.2. 

## Parcours
La course débute et se conclut à Dwingeloo. Le circuit est principalement plat. Il est ponctué de deux ascensions du mont VAM à mi-parcours. Un grand circuit est parcouru deux fois. Il comprend un secteur pavé. Le final est constitué de trois tours d'un circuit urbain long d'environ sept kilomètres.

## Équipes
| Équipes féminines professionnelles (19)- Alé Cipollini - Astana Women's - Boels Dolmans - BTC City Ljubljana - Canyon-SRAM Racing - Cylance - Experza-Footlogix - FDJ-Nouvelle Aquitaine-Futuroscope - Hitec Products-Birk Sport - Lotto Soudal Ladies - Mitchelton-Scott - Movistar Team - Parkhotel Valkenburg-Destil - Sunweb - Tibco-Silicon Valley Bank - Valcar PBM - Virtu - WaowDeals - WNT-Rotor Pro Cycling Équipe féminines amateur (8)- Adelaar Ladies - Loving potatoes-de Jonge Renner - Jan van Arckel - Maaslandster Veris CCN - NWVG - Swaboladies.nl - Team Drenthe - Ulysses-Hoorn-West Frisia |
| |

## Récit de la course
Dans le mont VAM, placé à mi-course, Amy Pieters, Floortje Mackaij et des membres de l'équipe Tibco passe en tête légèrement détachées. Elles sont néanmoins reprises. À soixante kilomètres de l'arrivée, Nicole Steigenga part seule. Elle compte jusqu'à trois minutes d'avance mais est reprise sur le circuit urbain final. Malgorzata Jasinska attaque ensuite, mais ne rencontre pas le succès. La course se conclut au sprint. Alexis Ryan y est la plus rapide devant Jolien D'Hoore et Chloe Hosking,.

## Classements

### Classement final
| \| Classement général \| Classement général \| Classement général \| Classement général \| Classement général \| \| Coureuse \| Coureuse \| Pays \| Équipe \| Temps \| \| ------------------ \| ------------------------- \| ------------------ \| ---------------------------------- \| ------------------ \| \| 1re \| Alexis Magner \| États-Unis \| Canyon-SRAM Racing \| 3 h 48 min 32 s \| \| 2e \| Jolien D'Hoore \| Belgique \| Mitchelton-Scott \| + 0 s \| \| 3e \| Chloe Hosking \| Australie \| Alé Cipollini \| + 0 s \| \| 4e \| Roxane Fournier \| France \| FDJ-Nouvelle Aquitaine-Futuroscope \| + 0 s \| \| 5e \| Arlenis Sierra \| Cuba \| Astana Women's Team \| + 0 s \| \| 6e \| Floortje Mackaij \| Pays-Bas \| Sunweb \| + 0 s \| \| 7e \| Maria Giulia Confalonieri \| Italie \| Valcar PBM \| + 0 s \| \| 8e \| Jeanne Korevaar \| Pays-Bas \| WaowDeals \| + 0 s \| \| 9e \| Belle De Gast \| Pays-Bas \| Parkhotel Valkenburg \| + 0 s \| \| 10e \| Lorena Wiebes \| Pays-Bas \| Parkhotel Valkenburg \| + 0 s \| |                           |            |                                    |                 |
| |                           |            |                                    |                 |
| Sources : ProCyclingStats Cycling Quotient |                           |            |                                    |                 |
| Classement général |                           |            |                                    |                 |
| Coureuse | Coureuse                  | Pays       | Équipe                             | Temps           |
| 1re | Alexis Magner             | États-Unis | Canyon-SRAM Racing                 | 3 h 48 min 32 s |
| 2e | Jolien D'Hoore            | Belgique   | Mitchelton-Scott                   | + 0 s           |
| 3e | Chloe Hosking             | Australie  | Alé Cipollini                      | + 0 s           |
| 4e | Roxane Fournier           | France     | FDJ-Nouvelle Aquitaine-Futuroscope | + 0 s           |
| 5e | Arlenis Sierra            | Cuba       | Astana Women's Team                | + 0 s           |
| 6e | Floortje Mackaij          | Pays-Bas   | Sunweb                             | + 0 s           |
| 7e | Maria Giulia Confalonieri | Italie     | Valcar PBM                         | + 0 s           |
| 8e | Jeanne Korevaar           | Pays-Bas   | WaowDeals                          | + 0 s           |
| 9e | Belle De Gast             | Pays-Bas   | Parkhotel Valkenburg               | + 0 s           |
| 10e | Lorena Wiebes             | Pays-Bas   | Parkhotel Valkenburg               | + 0 s           |

### Points UCI
| Position           | 1er | 2e | 3e | 4e | 5e | 6e | 7e | 8e à 10e |
| Classement général | 40  | 30 | 25 | 20 | 15 | 10 | 5  | 3        |

## Liste des participantes
Source.

### Primes
L'épreuve attribue les primes suivantes :
| Position | 1er   | 2e    | 3e    | 4e    | 5e    | 6e    | 7e   | 8e   | 9e   | 10e  |
| Prix     | 330 € | 220 € | 165 € | 135 € | 110 € | 100 € | 90 € | 80 € | 65 € | 40 € |

Les places allant de onze à vingtième donnent 40 €.